# وينثروب جي. براون
وينثروب جي. براون (بالإنجليزية: Winthrop G. Brown)‏ هو دبلوماسي أمريكي، ولد في 12 يوليو 1907 في مونت ديسرت في الولايات المتحدة، وتوفي في 25 مايو 1987 في واشنطن العاصمة في الولايات المتحدة.

## وصلات خارجية
- وينثروب جي. براون على موقع إن إن دي بي (الإنجليزية)